# Armadillidium apfelbecki
Armadillidium apfelbecki är en kräftdjursart som beskrevs av Dollfus 1896. Armadillidium apfelbecki ingår i släktet Armadillidium och familjen klotgråsuggor. Inga underarter finns listade i Catalogue of Life.